# 両性愛の消去
両性愛の消去（りょうせいあい の しょうきょ）または両性愛の不可視化（りょうせいあい の ふかしか、bisexual erasure or bisexual invisibility）とは、 歴史、学術、ニュースメディアおよびその他の資料において、両性愛の証拠を無視したり、削除、改ざん、恣意的な再解釈をしたりする傾向である。 その最も極端な形態では、両性愛の存在を否定することも含まれる。必ずしもあからさまな敵意を伴うとはかぎらないが、両性愛嫌悪の現れである場合がある。両性愛に対する否定的な態度は、ヘテロセクシズム（異性愛主義）や性別二元制にもとづくもあれば、同性愛者のコミュニティに見られるものがある。

## 動機
ケンジ・ヨシノによれば、同性愛を自認する人と異性愛を自認する人の両方に両性愛の消去を動機づける要因として、大きく3つが挙げられる。第1は、性的指向を安定化することである。 これは、自らの性的指向に疑問をいだくことに対する不安を和らげようとするものである。 両性愛者は単に性的指向をまだ決めていないだけで、根本的には同性愛者か異性愛者のいずれかである、という固定観念があるが、こうした固定観念が両性愛者を孤立化させ、周縁化させ、不可視化する。第2に、ジェンダーの重要性の維持が挙げられる。ジェンダーは単性愛者（monosexuals：一つの性別のみを性的対象とする人々）にとって本質的なものと見なされている。 第3に、一夫一妻制の維持が挙げられる。単性愛者の多くが、両性愛者とは本質的に非‐一夫一妻的であると思い込んでいる。
Heron Greenesmithは、両性愛は意図的な排除の範囲を超えて、法律のなかで本質的に不可視化されていると主張している。第1に、両性愛であることが法的争点と関係ないとき、原告はアウティングされないかぎり単性愛であると推定される。第2に、性別二元論的なセクシュアリティ観に依存する法的主張を複雑にするという理由から、両性愛であることが法的争点に関連している場合にも、両性愛は法文化の中で消去される。

### 男性の動機
Richard C. Friedman（英語: Richard C. Friedman）によれば、多くの同性愛者が女性についての性的空想を経験したり異性愛的な性行為をしたりするし、多くの異性愛男性も男性についての性的空想を経験したり同性愛的な性行為をしたりするという。空想と行動では両性愛的であるにもかかわらず、こうした男性たちは両性愛者ではなく「ゲイ（同性愛者）」または「ストレート（異性愛者）」を自認する。 こうした両性愛の消去は、自身の性的アイデンティティと共同体意識とを維持するべく、エロティックな出会いの意味を否認することによって、しばしば引き起こされる。同性愛男性は、「同性愛男性」としての自分のアイデンティティと同性愛コミュニティのメンバーとしての立場を維持するために、しばしば女性との性行動や性的空想を軽視する。また異性愛男性も、異性愛中心主義的社会のなかで異性愛者としての立場を維持するために、しばしば同性との性行動や性的空想を軽視する。
これについて、異性愛を自認する男性の20.7％がゲイポルノを見ており、7.5％が過去6ヶ月以内に男性とセックスしていた、また同性愛を自認する男性のうち55%が異性愛ポルノを鑑賞し、0.7％が過去6ヶ月以内に女性とセックスをしていた、という研究がある。Bisexual.org（英語: American Institute of Bisexuality）の著者でコラムニストのZachary Zaneは、この研究を引用しながら以下のように主張している。異性愛を自認する男性のなかには、実際には同性愛者か両性愛者だが、異性愛者というアイデンティティのラベルを主張するために、内面化された両性愛嫌悪と否認を原因として、両性愛を消去している人々がいる。またZaneは、同性愛者の過半数が異性愛ポルノを見ているのに、過去6ヶ月以内に異性愛的なセックスをしたという人がほとんどいないという点に注目し、次のように主張している。もしも理想的な世界であれば、こうした同性愛者は公然とバイセクシュアルを名乗り、自由に女性とのセックスを探求できるだろう。しかし社会がゲイの男性に "どちらの側につくのか決めろ"という圧力をかけているため、彼らは「ゲイの側につく」のである。

## 一般的な例
両性愛の消去をおこなう異性愛者と同性愛者は、両性愛者とは 1) 排他的に同性愛者であるか、2) 排他的に異性愛者であるか、3) 異性愛者として見られることを望むクローゼットなゲイ・レズビアンであるか、4) 自身のセクシュアリティを試している異性愛者であるか、のいずれかだと主張する。両性愛の消去の一般的な現れは、両性愛者が異性と親密に関わっているときには異性愛者とみなし、同性と関わっているときには同性愛者とラベル付けする、という傾向である。

## LGBTコミュニティ
両性愛の消去は、両性愛コミュニティはゲイやレズビアンのコミュニティ内で平等な地位や包摂を受けるに値しない、という信念から生じることがある。これは、LGBTコミュニティ全体に関する組織やイベントの名前で「両性愛」という単語を省略するという形式を取る。
2013年にJournal of Bisexuality（英語: Journal of Bisexuality）に掲載された研究では、レズビアン、ゲイ、クィア、あるいはバイセクシュアルのコミュニティの一員を自認し、そしてカミングアウトもしている30人を調査した。そのうちの10人は、もともと同性のみに惹かれていたにもかかわらず、いったんバイセクシュアルのラベルを主張して、その後レズビアン、ゲイ、またはクィアとして再びカミングアウトしていた。 このようにして、同性に惹かれることを異性愛の社会規範と調和させようとすることを表す言葉として、「クィアな弁明」（queer apologetic）という概念が導入された。
両性愛者の存在は、同性婚に関する議論でも見過ごされてきた。同性婚が（まだ）法制化されていない状況にあって、同性婚に賛成する人々は、結婚の権利がパートナーの性別のみに依存するという問題について訴えていくことができなかった。一方で、同性結婚が法制化された場合、両性愛のパートナーは一般にレズビアンかゲイとみなされるだろう。たとえば、最初期にアメリカの同性婚に参加した人物であるRobyn Ochs（英語: Robyn Ochs）は、インタビューの中で両性愛を自認していたにもかかわらず、メディアではレズビアンとして広く言及されていた。

## 理論的分析

### 理論的な枠組み
性的アイデンティティの定義を「これかそれ」という意識から「これとそれ」という意識へと拡張するような、両性愛の概念に対する代替的なアプローチが展開されている。Jenée Wildeは、性別は性的魅力の最重要な要因なのではなく、むしろ多くの軸の一つである、という理論的枠組みとして「次元的セクシュアリティ」（dimensional sexuality）というアイデアを提示している。性別以外の魅力の軸には、一夫一婦かポリアモリーかに関する欲望や、パートナーの性別に関する流動的な欲望が含まれる。 Wildeは自身の枠組みを、性的アイデンティティのスケールを「単性愛‐両性愛」という単純な二元的スペクトルから拡張したり、これらのアイデンティティ間の関係を明確化したりするために用いている。
Wildeのような視点は、Laura Erickson-SchrothやJennifer Mitchell らによってポップカルチャーや文学に適用されてきた。Steven Angelidesも似たような枠組みを用いて、両性愛が歴史的にどのように位置づけられてきたか研究している。